# Lac du Vuert
Il Lac du Vuert è un lago naturale della Valle d'Aosta. Si trova nel comune di Valgrisenche ad un'altezza di 2.623 m s.l.m.

## Itinerarɪ
È raggiungibile dal lato italiano partendo dal Rifugio Mario Bezzi.